# Philippe Cornet (hockey sur glace)
Pour les articles homonymes, voir Philippe Cornet.
Philippe Cornet (né le 28 mars 1990 à Val-Senneville, au Québec) est un joueur professionnel canadien de hockey sur glace.

## Carrière
Philippe Cornet a joué son midget AAA avec les Forestiers d'Amos, en 2005-2006. Il a terminé la saison au premier rang des pointeurs de la ligue avec vingt-cinq (25) buts et quarante-six (46) passes, pour un total de soixante-et-onze (71) points en quarante-quatre (44) matchs. Il a de plus mérité le titre de joueur par excellence de la Ligue, méritant la Coupe des Producteurs de lait du Québec, en plus d'être sélectionné dans la première équipe d'étoiles du Circuit Darveau. Cornet a également mis la main sur le Trophée Sylvain-Turgeon/Reebok, honneur remis au meilleur marqueur en saison régulière.
À l'été 2006, il fut sélectionné par l'Océanic de Rimouski, de la Ligue de hockey junior majeur du Québec, en 1er tour, 2e choix au total. Il joua son premier match dans la LHJMQ le 15 septembre 2006 contre les Sea Dogs de Saint-Jean. À son cinquième match, il amassa son premier point en carrière dans une défaite de l'Océanic contre les Remparts de Québec. Son premier but fut inscrit le 30 septembre, pendant son 6e match, contre le gardien Marc-André Perron des Cataractes de Shawinigan, et ce, sans aide. À sa première saison dans la LHJMQ, il disputa seulement quarante-six (46) parties en raison d'une fracture à la jambe gauche et au péroné. Il termina la saison avec un total de sept (7) buts et quatorze (14) passes pour vingt-et-un (21) points, et un différentiel de +4. L'Océanic de Rimouski n'a pas participé aux séries éliminatoires lors de cette saison, terminant à l'avant-dernier rang du classement général.
Cornet avait été sélectionné sur l'équipe québécoise des moins de 17 ans aux Jeux d'hiver du Canada qui se sont tenus à Whitehorse au Yukon entre le 23 février et le 10 mars 2007. Blessé, il n’y a malheureusement pas participé.
À l’été 2007, Cornet accompagna 21 autres joueurs canadiens sur l’équipe nationale estivale masculine des moins de 18 ans du Canada au tournoi commémoratif Ivan Hlinka 2007 qui s’est tenu en République tchèque et en Slovaquie. L’équipe canadienne a terminé le tournoi en quatrième position.
En septembre 2007, Cornet amorça sa deuxième saison dans la LHJMQ. Il doubla sa production de l'année précédente, soit vingt-trois (23) buts et vingt-six (26) passes pour un total de quarante-neuf (49) points en soixante-et-un (61) matchs. En novembre, Cornet participa au Défi ADT Canada-Russie, matchs opposant les meilleurs joueurs de la LCH à une formation de joueurs russes. La LHJMQ a remporté une partie et subit une défaite. Cornet a également participé au match des meilleurs espoirs de la Ligue canadienne de hockey le 23 janvier 2008. Son équipe s’est inclinée par la marque de 8 à 4. Cornet a récolté un but lors de ce match qui met en vedette les meilleurs espoirs de la LCH en vue du repêchage de la Ligue nationale de hockey. Lors des séries éliminatoires, l’Océanic de Rimouski a surpris en éliminant le Drakkar de Baie-Comeau en cinq (5) matchs, ces derniers ayant terminé deuxièmes au classement général de la LHJMQ en saison régulière. Au cours de cette série, Cornet a marqué deux (2) buts et amassé deux (2) passes. Au deuxième tour, la formation du Bas-Saint-Laurent s’est inclinée en quatre (4) matchs contre les Huskies de Rouyn-Noranda. Cornet récolta un (1) but et une (1) passe.
Le 21 juin 2008, Philippe Cornet réalisa certainement un de ses plus grands rêves de jeunesse en étant repêché par une équipe de la Ligue nationale de hockey. En effet, il fut sélectionné au 5e tour, au 133e rang, par les Oilers d’Edmonton.
Cornet avait été sélectionné pour participer au Défi ADT Canada-Russie 2008, mais il n’a pas pris part à ces deux rencontres étant blessé. Cornet termina sa troisième saison dans la LHJMQ en marquant vingt-neuf (29) buts et amassant quarante-huit (48) passes, pour un total de soixante-dix-sept (77) points en soixante-trois (63) matchs. En séries éliminatoires, Rimouski élimina les Saguenéens de Chicoutimi en quatre (4) matchs, puis les Wildcats de Moncton en cinq (5) parties. En demi-finale, les Voltigeurs de Drummondville enlevèrent tout espoir à l’Océanic de Rimouski de remporter la Coupe du président en remportant la série en quatre (4) matchs seulement. Cornet termina les séries éliminatoires avec quatre (4) buts et onze (11) passes, pour un total de quinze (15) points en treize (13) matchs.
Rimouski étant la ville hôtesse du tournoi de la Coupe Memorial, la saison de l'Océanic n'était pas terminée. Leur tournoi a débuté avec une défaite de 4-1 face aux champions de la WHL, les Rockets de Kelowna. L'Océanic s'est ressaisi en disposant des champions de la OHL, les Spitfires de Windsor, lors du deuxième match au compte de 5 à 4. Lors du dernier match du tour préliminaire, la troupe de Clément Jodoin s'est de nouveau inclinée face aux Voltigeurs de Drummondville, cette fois par la marque de 3-2 en prolongation. L’Océanic a donc dû disputer le match de bris d'égalité contre Windsor, match qu'ils ont perdu par la marque de 6 à 4. Cornet a terminé le tournoi avec une fiche d’un (1) but et deux (passes). Les Spitfires de Windsor ont éventuellement remporté la Coupe Memorial.
Le 6 juin 2009, Philippe Cornet est échangé aux Huskies de Rouyn-Noranda en compagnie du gardien Tommy Perreault ainsi que quatre choix au repêchage. En retour, l’Océanic reçoit les joueurs Alex Émond, Étienne Boutet ainsi que six choix au repêchage. Cet échange vient compléter celui du 6 janvier dernier lorsque les Huskies avaient envoyé leur capitaine et défenseur Marc-André Bourdon à Rimouski. Cornet termina son séjour à Rimouski avec cinquante-neuf (59) buts, quatre-vingt-huit (88) passes, pour un total de cent quarante-sept (147) points en cent soixante-dix (170) matchs.
Au cours de l’été 2009, Cornet participa au camp de développement de l’équipe nationale junior du Canada qui s’est tenue à Saskatoon, en Saskatchewan. Ce camp sert d’évaluation aux dirigeants de Hockey Canada afin de dresser la liste des meilleurs joueurs juniors au pays qui prendront part au camp d’entraînement au mois de décembre.
Le 18 septembre 2009, de retour du camp d'entraînement des Oilers d'Edmonton où il a disputé un match hors-concours contre les Islanders de New York, Philippe Cornet joua son premier match avec les Huskies de Rouyn-Noranda. Lors de ce match, il marqua son premier but avec sa nouvelle équipe. Le 28 novembre, il amassa cinq (5) points (1 but et 4 passes) pour une première fois en carrière dans une écrasante victoire de 9-2 sur le Drakkar de Baie-Comeau. Quelques jours auparavant, il participa à la Super série Subway, série opposant les meilleurs joueurs de moins de 20 ans de la Ligue canadienne de hockey à une formation russe en prévision de la sélection des joueurs pour le championnat du monde de hockey junior 2010. La LHJMQ a remporté ses deux matchs, 3-1 et 8-3. Cornet a marqué un but dans chacun des deux matchs.
Avec les Huskies, Cornet s’impose et les points s’accumulent rapidement à sa fiche. Il fut d’ailleurs nommé joueur de la semaine dans la LHJMQ pour les semaines du 9 au 15 novembre et du 23 au 29 novembre. Son talent a également été reconnu à travers la LCH en étant nommé joueur de la semaine pour la période se terminant le 29 novembre.
Du 12 au 16 décembre, Cornet a participé au camp de sélection de l’équipe nationale junior qui a eu lieu à Regina en Saskatchewan. Il n'a cependant pas été retenu au sein de l'équipe.

## Statistiques
| Saison    | Équipe                   | Ligue      |                   | Saison régulière  | Saison régulière  | Saison régulière  | Saison régulière  | Saison régulière  |                   | Séries éliminatoires | Séries éliminatoires | Séries éliminatoires | Séries éliminatoires | Séries éliminatoires |
| Saison    | Équipe                   | Ligue      | PJ                | B                 | A                 | Pts               | Pun               | PJ                | B                 | A                    | Pts                  | Pun                  |                      |                      |
| 2006-2007 | Océanic de Rimouski      | LHJMQ      | 46                | 7                 | 14                | 21                | 8                 | -                 | -                 | -                    | -                    | -                    |                      |                      |
| 2007-2008 | Océanic de Rimouski      | LHJMQ      | 61                | 23                | 26                | 49                | 24                | 9                 | 3                 | 3                    | 6                    | 6                    |                      |                      |
| 2008-2009 | Océanic de Rimouski      | LHJMQ      | 63                | 29                | 48                | 77                | 34                | 13                | 4                 | 11                   | 15                   | 14                   |                      |                      |
| 2009-2010 | Huskies de Rouyn-Noranda | LHJMQ      | 65                | 28                | 49                | 77                | 32                | 11                | 5                 | 6                    | 11                   | 6                    |                      |                      |
| 2010-2011 | Barons d'Oklahoma City   | LAH        | 60                | 7                 | 16                | 23                | 8                 | -                 | -                 | -                    | -                    | -                    |                      |                      |
| 2011-2012 | Barons d'Oklahoma City   | LAH        | 67                | 24                | 13                | 37                | 26                | 14                | 2                 | 5                    | 7                    | 2                    |                      |                      |
| 2011-2012 | Oilers d'Edmonton        | LNH        | 2                 | 0                 | 1                 | 1                 | 0                 | -                 | -                 | -                    | -                    | -                    |                      |                      |
| 2012-2013 | Thunder de Stockton      | ECHL       | 18                | 9                 | 14                | 23                | 2                 |                   |                   |                      |                      |                      |                      |                      |
| 2012-2013 | Barons d'Oklahoma City   | LAH        | 46                | 15                | 18                | 33                | 18                | 17                | 2                 | 7                    | 9                    | 0                    |                      |                      |
| 2013-2014 | Cyclones de Cincinnati   | ECHL       | 3                 | 0                 | 0                 | 0                 | 0                 | -                 | -                 | -                    | -                    | -                    |                      |                      |
| 2013-2014 | Rampage de San Antonio   | LAH        | 4                 | 0                 | 1                 | 1                 | 0                 | -                 | -                 | -                    | -                    | -                    |                      |                      |
| 2013-2014 | Checkers de Charlotte    | LAH        | 58                | 13                | 15                | 28                | 16                | -                 | -                 | -                    | -                    | -                    |                      |                      |
| 2014-2015 | Bears de Hershey         | LAH        | 55                | 9                 | 13                | 22                | 17                | 5                 | 0                 | 0                    | 0                    | 0                    |                      |                      |
| 2015-2016 | Stavanger ishockeyklubb  | GET Ligaen | 33                | 17                | 17                | 34                | 78                | 17                | 6                 | 5                    | 11                   | 16                   |                      |                      |
| 2016-2017 | HPK                      | Liiga      | 30                | 12                | 4                 | 16                | 8                 | -                 | -                 | -                    | -                    | -                    |                      |                      |
| 2017-2018 | Stavanger ishockeyklubb  | GET ligaen | 18                | 9                 | 11                | 20                | 49                | 5                 | 1                 | 1                    | 2                    | 28                   |                      |                      |
| 2018-2019 | HPK                      | Liiga      | 44                | 12                | 12                | 24                | 47                | 15                | 0                 | 2                    | 2                    | 2                    |                      |                      |
| 2019-2020 | HPK                      | Liiga      | 51                | 11                | 16                | 27                | 41                | -                 | -                 | -                    | -                    | -                    |                      |                      |
| 2020-2021 | Kassel Huskies           | DEL2       | 28                | 23                | 14                | 37                | 10                | 11                | 5                 | 7                    | 12                   | 6                    |                      |                      |
| 2021-2022 | HPK                      | Liiga      | Saison en cours ? | Saison en cours ? | Saison en cours ? | Saison en cours ? | Saison en cours ? | Saison en cours ? | Saison en cours ? | Saison en cours ?    | Saison en cours ?    | Saison en cours ?    |                      |                      |